# Hochzeiger
Der Hochzeiger ist ein Gipfel des Geigenkamms, einer Gebirgskette der Ötztaler Alpen in Tirol. Der Berg hat eine Höhe von 2560 m ü. A. und liegt östlich oberhalb von Jerzens im Pitztal. Vom Hochzeiger bietet sich ein Blick über die Bezirkshauptstadt Imst, das Gurgl- sowie das Inntal.

## Wege
Ein wichtiger Ausgangspunkt zur Besteigung des Berges ist das Hochzeigerhaus, welches früher von Jerzens mittels Sessellift erreichbar war, heute kann man bis dort bereits mit dem Auto fahren. Es befindet sich auf einer Höhe von 1829 m, nordwestlich des Hochzeigers. Vom Hochzeigerhaus ist der Hochzeiger in etwa 1½ Stunden zu erreichen. Markierte Steige führen über den Nordgrat, den Westgrat und von Südosten von der Riegetalalpe zum häufig besuchten Gipfel. Der nordseitige Steig weist einige Versicherungen und leichte Kletterstellen des Schwierigkeitsgrades I (UIAA) auf. Auf dem Gipfel des Hochzeigers befindet sich ein Gipfelkreuz mit Gipfelbuch.

## Tourismus
Es gibt eine 8er-Gondelbahn (Hochzeigerbahn), zwei 6er-Sesselbahnen, eine 8er-Sesselbahn und fünf weitere Liftanlagen.
Im Sommer sind die Gondelbahn, die 2er-Sesselbahn „Sechszeigerbahn“ und die 8er-Sesselbahn "Hochzeiger 2.5" geöffnet.
Am Hochzeiger befindet sich eines der Skigebiete in Österreich. Es wird von der Pitztaler Gletscherbahn GmbH & Co KG betrieben, umfasst Liftanlagen, die bis zu 15.200 Personen pro Stunde befördern können. Mit diesen können die insgesamt 40 Pistenkilometer erreicht werden, die aus Ziehwegen mit wenig Gefälle bis hin zu schwarzen Pisten mit 80 % bestehen. Neben den Skipisten gibt es eine Rodelbahn sowie einen Freestyle-Park. Im Jahr 2010 wurde das Skigebiet vom ADAC als „Aufsteiger des Jahres“ ausgezeichnet. Aus dem am Gipfel Sechszeiger befindlichen Speicherteich mit 115.000 m³ Volumen können die 66 Schneemaschinen versorgt werden, die binnen 10 Tagen eine komplette Beschneiung sämtlicher Pisten ermöglichen.
Eine der schwarzen Abfahrten ist nach Benjamin Raich benannt, dem aus Arzl im Pitztal stammenden Skirennläufers, der Olympiasieger, Weltmeister und Gesamtweltcup-Sieger wurde.